# Torrenueva
Torrenueva ist eine spanische Gemeinde (Municipio) mit 2.669 Einwohnern (Stand: 2024) in der Provinz Ciudad Real in der autonomen Gemeinschaft Kastilien-La Mancha. 

## Geografie
Torrenueva liegt im Campo de Calatrava etwa 90 Kilometer südöstlich von Ciudad Real in einer Höhe von ca. 725 m. Ihre Topographie wird bestimmt durch die Ebene von La Mancha. Sie liegt im Einzugsgebiet des Río Jabalón, einem Nebenfluss des Río Guadiana. Im Nordosten der Gemeinde liegt der Flugplatz La Caminera.
Kalte Winter und heiße Sommer mit wenig Niederschlag sind charakteristisch für das mediterran-kontinentale Klima.

## Bevölkerungsentwicklung
| Jahr      | 1970 | 1981 | 1991 | 2001 | 2011 | 2021 |
| Einwohner | 4091 | 3410 | 3208 | 3238 | 2991 | 2708 |

## Kulturelles Erbe
- Kirche Jakobus der Ältere (Iglesia de Santiago la Mayor)
- Christuskirche (Iglesia del Santo Cristo del Consuelo)
- Johanniskapelle
- Marienkapelle

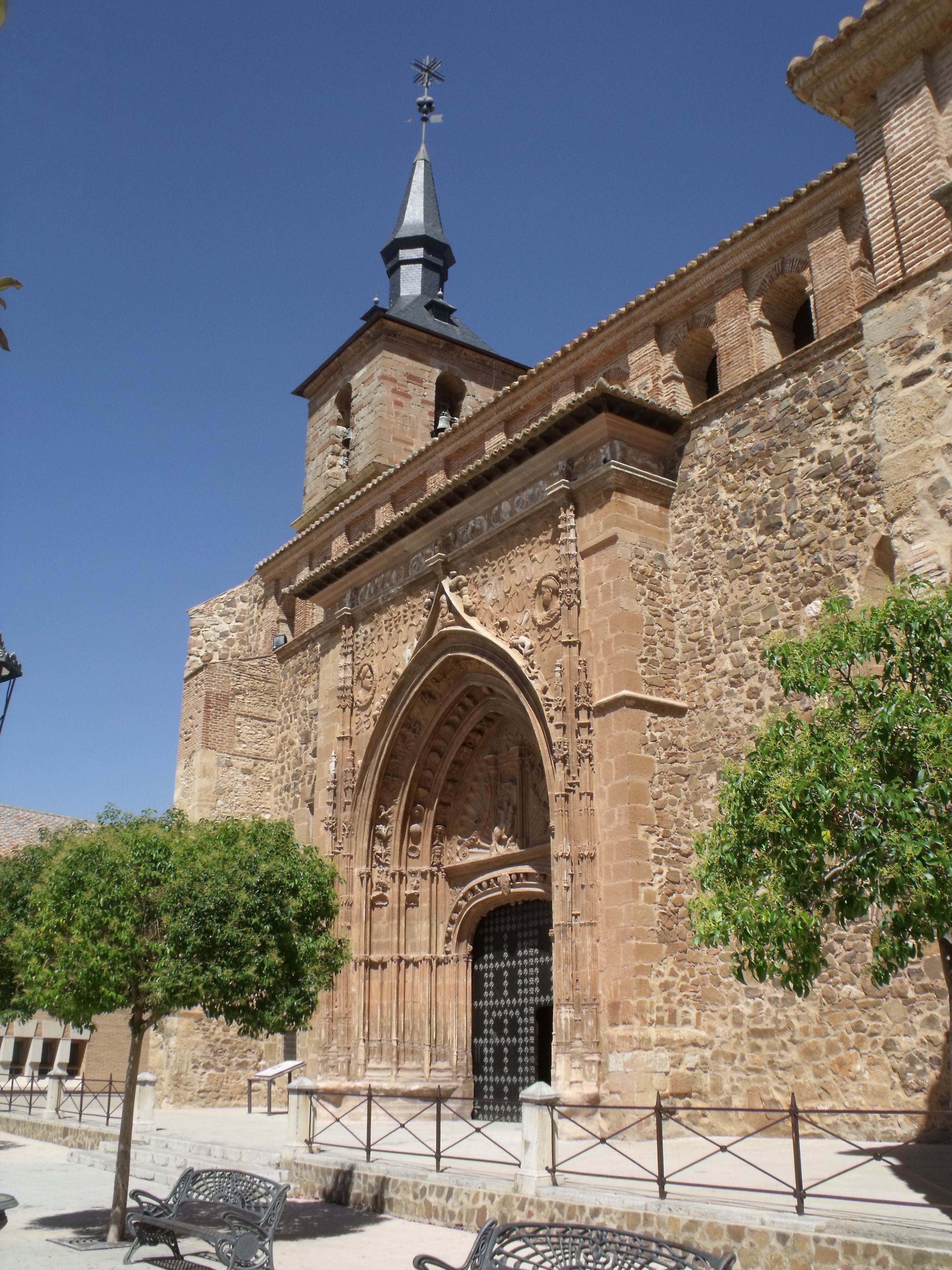
Kirche Jakobus der Ältere